# 海南山矾
海南山矾（学名：Symplocos hainanensis），为山矾科山矾属下的一个种。其种加词“hainanensis”意为“海南的”。